# Scherz Verlag
Der Scherz Verlag war ein Schweizer Buchverlag mit dem Geschäftssitz in Bern. Der Verlag wurde 1939 gegründet und 2003 vom Frankfurter S. Fischer Verlag übernommen, nachdem der Scherz Verlag bereits 1996 durch den Verkauf an die Holtzbrinck-Gruppe seine Unabhängigkeit verloren hatte. Vom S. Fischer Verlag werden weiterhin Bücher – vor allem Spannungsliteratur (Krimis) und Erinnerungsliteratur – unter dem Namen Scherz herausgegeben. 

## Geschichte
Der Scherz Verlag wurde vom Buchhändler Alfred Scherz gegründet. Alfred Scherz wurde am 28. Oktober 1903 in Bern geboren. Er war der Sohn von Emma Scherz-Buchschacher aus Eriswil sowie von Ernst Scherz. Seine Eltern heirateten 1902. Der Vater Ernst Samuel Scherz (1877–1957) arbeitete als Direktor der Berner Kantonalbank. Sein Großvater väterlicherseits war Samuel Scherz (1842–1932), Armeninspektor sowie Amtsrichter in Bern und Mitbegründer der Sozialdemokratischen Partei in Bern. Seine Großmutter väterlicherseits war Süsette Luchsinger, Silberschmiedin in Bern (1838–1915). Die Ahnen der Familie kamen aus Frutigen und führten ursprünglich den Familiennamen "Schärz". Ab Mitte des 19. Jahrhunderts nannte sich die Familie "Scherz". Alfred Scherz wuchs mit seinen beiden Schwestern Dora und Verena sowie seinem jüngeren Bruder Ernst auf. Sein Bruder Ernst (geboren 1909) war Hoteldirektor des Fünf-Sterne-Superior-Hotels "Gstaad Palace" in der Schweiz, welches seit 1938 durch die Familie Scherz geführt wird.
Alfred Scherz besuchte u. a. die Handelsschule in Neuenburg. Nach einjährigem Besuch der École de Commerce absolvierte er von 1919 bis 1922 eine Buchhändlerlehre in der Buchhandlung G.A. Bäschlin in Bern. Nach dem Tod des Inhabers im Jahr 1922 ging Alfred Scherz zur Weiterbildung nach Paris und London. Von 1924 bis 1926 war Alfred Scherz 1. Angestellter in der Verlagsbuchhandlung Rascher in Zürich. 1926 heiratete Alfred Scherz die Sopranistin und Konzertsängerin Elsa Meister (1901–1977). Elsa Meister war die Tochter von Frieda Elsa Meister (1865–1939) und dem Fabrikanten Carl Meister aus Langenthal (1860–1930).
1926 erwarb Alfred Scherz die Buchhandlung G.A. Bäschlin, welche er in die „Alfred Scherz & Co.“ umfirmierte und zeitweise den Sämann als Signet führte.
Aus der Ehe von Alfred Scherz und Elsa Meister gingen zwei Töchter hervor. Die ältere Tochter Sigrid Scherz (geboren 1927) heiratete den Buchhändler Kurt Kirchhofer (geboren 1924) und die jüngere Tochter Eva Scherz (geboren 1929) den Verleger Rudolf Streit (geboren 1928).
1932 zog Alfred Scherz von der Amthausgasse 6 in die Marktgasse in Bern um. 1938 hatte Alfred Scherz mit dem Verlegen der ersten Bücher begonnen und gründete am 1. Oktober 1939 den „Alfred Scherz Verlag“. 1950 gründete Alfred Scherz gemeinsam mit Henry Goverts (1892–1988) für den Vertrieb und die Lizenzen in der Bundesrepublik Deutschland den „Scherz Goverts Verlag“ in Stuttgart. In seiner Freizeit betätigte Alfred Scherz sich als passionierter Maler. In seinem gastfreundlichen Haus verkehrten zahlreiche Schriftsteller, Musiker und Maler. Alfred Scherz verstarb am 4. Dezember 1956 in Bern.
Nach dem plötzlichen Tod von Alfred Scherz infolge eines Herzinfarkts wurde das Familienunternehmen durch die beiden Schwiegersöhne fortgeführt. 1957 trennten die Schwiegersöhne sich von Henry Goverts. Mit Gesellschaftervertrag vom 22. Juli 1957 entstand die Scherz Verlag GmbH mit Sitz in München. Alleiniger Gesellschafter der Scherz Verlag GmbH München war die Scherz Verlag AG Bern. Verlagsleiter Heinz Klüters verlieh dem Verlag ab 1962 eine journalistische Note. Seiner Initiative entstammen die "Facsimile-Querschnitte" durch berühmte Zeitungen. Ab 1963 folgte die Teilung des Familienunternehmens in zwei unabhängige Aktiengesellschaften. So führte Rudolf Streit-Scherz die Geschäfte der „Scherz Verlag AG“ und Kurt Kirchhofer-Scherz die „Buchhandlung Scherz AG“. Im Januar 1968 verhandelte Rudolf Streit-Scherz mit dem Bertelsmann-Konzern und erwarb den 1844 gegründeten Rütten + Loenig Verlag. 1968 gehörten der Scherz-Verlagsgruppe weiterhin der Phoenix-Verlag sowie der Spectrum-Verlag an. Ende Februar 1968 erfolgte die fristlose Entlassung des Münchener Verlagsleiters Heinz Klüters, weil dieser neben seiner Scherz-Arbeit gemeinsam mit seiner Ehefrau ein eigenes konkurrierendes Taschenbuchunternehmen gründete. Eingetragener Geschäftsführer beim Registergericht in München war neben Rudolf Streit-Scherz bis 1984 seine Ehefrau Eva Streit-Scherz, welche sich als Buchhändlerin, Lektorin und Verlagskauffrau im Unternehmen betätigte. Gemeinsam mit seiner 2. Ehefrau Ursula Streit (geboren 1940, aufgewachsen in Fulda) leitete Rudolf Streit-Scherz den Verlag bis zum Verkauf an die Holtzbrinck-Gruppe im Jahr 1996. Im Jahr 1999 erfolgte die Gründung der Rudolf und Ursula Streit Stiftung. Rudolf Streit-Scherz verstarb am 8. März 2001 im Alter von 73 Jahren nach einer schweren Erkrankung.

## Erfolge
Zu den grössten Erfolgen des Scherz Verlages zählt die Erstausgabe von Alexander Solschenizyns Archipel Gulag.
Zum Verlagsprogramm zählten zu Beginn vor allem englische Literatur, Autoren wie Upton Sinclair, Pearl S. Buck, aber auch die Memoiren von Winston Churchill. 1943 veröffentlichte Alfred Scherz drei Erstausgaben in deutscher Sprache von Agatha Christies The Body in the Library („Die Tote in der Bibliothek“), Murder is Easy („Das Sterben in Wychwood“) sowie Sad Cypress („Morphium“). Später war der Verlag für die deutschsprachigen Ausgaben der James-Bond-Romane von Ian Fleming bekannt, welche zusammen mit Romanen anderer Autoren als sogenannte "phoenix Schocker" von 1966 bis 1973 (Band 1 bis 125) zunächst im Phoenix-Verlag erschienen. Von 1973 bis 1974 erfolgte eine Publikation dieser Taschenbuchserie als „Action-Krimis“ im Scherz-Verlag (Band 126 bis Band 138). Ab 1974 (Band Nr. 447 "Helden sind gefährlich" von David Harper) integrierte der Scherz-Verlag die Action-Krimis in die fortlaufenden Bandnummern der Scherz-Krimireihe. Sammler suchen die Bände 139 bis 446 als „Action-Krimis“ daher vergeblich. 1993 erfolgten Veröffentlichungen der nicht im Phoenix-Verlag erschienen Bond-Romane: Casino Royale (Band 1402), Leben und sterben lassen (Band 1411) und Diamantenfieber (1374), welche der Ullstein Verlag schneller veröffentlichte, da dieser sich die Rechte bereits ab zirka 1963 von der Glidrose Limited sicherte. Im Scherz Verlag erschien ab 1943 auch die Reihe Parnass-Bücherei.
Ab 1947 veröffentlichte der Scherz Verlag zeitweise als gebundene Ausgabe (Perkalineinband) und Taschenbuchreihe „Die schwarzen Kriminalromane“. Erstmals ab Band 290 („Geld zahlt nicht alles“ von Ross MacDonald) aus dem Jahr 1968 verwendete der Scherz Verlag die Bezeichnung „Scherz Krimi“. 1979 erschien Band 705 („Und kann ich nicht dein Erbe sein…“ von Ellery Queen) erstmals mit einer ISBN (3-502-50705-8). Diese bis zur 5. Ziffer verwendete ISBN-Zahlenfolge blieb bis zum letzten Band erhalten. Als 6. bis 9. Ziffer fügte der Verlag die fortlaufende Bandnummer in die ISBN ein, welche sich ebenfalls auf dem jeweiligen Buchrücken befindet.
Erstmals 1971 unterbrach der Scherz Verlag die fortlaufende Nummerierung, indem Band 362 ("Satanische Umarmung" von Dominique Fabre) nicht erschien. Band 361 enthielt auf der Buchdeckelrückseite eine Vorankündigung. In den danach veröffentlichten Bänden (z. B. 367 oder 387) fehlte in der Aufzählung auf der letzten Seite die Nummer 362. Im Jahr 1988 konnte Band 1175 nicht publiziert werden. Weitere Unregelmäßigkeiten traten ab 1997 auf, als zunächst Band 1594 und 1607 nicht erschienen. Die Lücken häuften sich in der Folgezeit, so dass Sammler auf insgesamt 44 Bände verzichten müssen.
Von Band 1 („Das Eulenhaus“ von Agatha Christie) aus dem Jahr 1947 bis einschließlich Band 1812 („Das verschwundene Porträt“ von Charles Atkins) aus dem Jahr 2001 waren die schwarz-weißen Streifen mit einem roten Titelfeld auf dem Buchrücken ein langjähriges Markenzeichen der Krimireihe. Die Action-Krimis bekamen von 1974 (Band 447) bis 1976 (Band 586) schwarz-rote Streifen und von 1977 bis 1980 (Band 770) ein schwarzes oder gelbes Titelfeld. Die fortlaufende Zahlenfolge auf dem Buchrücken erschien bis 2004 und endete nach 57 Jahren mit Band 2025 („Kurz vor Mitternacht“ von Agatha Christie).
In der von 1947 bis 2004 auf dem Buchrücken fortlaufend nummerierten Serie des Scherz Verlages erschienen insgesamt 1983 Bände. Folgende 44 Bände existieren nicht in der Taschenbuchreihe des Scherz Verlages: 362 (angekündigt unter dem Titel "Satanische Umarmung"), 1175, 1594, 1607, 1722, 1726, 1729, 1775, 1776 (angekündigt unter dem Titel "Schimanskis Jacke - Die Kunst des Mordens"), 1785 (angekündigt unter dem Titel "Jeffersons Würde"), 1844, 1894, 1909, 1911, 1912, 1914, 1915, 1917, 1920, 1924 bis 1926, 1930, 1960, 1968, 1974, 1978, 1985, 1988, 1992 bis 1995, 2002, 2009 (angekündigt unter dem Titel "Morden im Norden - Die besten Kriminalgeschichten aus Skandinavien"), 2010 bis 2012, 2013 (angekündigt unter dem Titel "ky - Einer von uns beiden"), 2014, 2016, 2022, 2023, 2024 (angekündigt unter dem Titel "Im Zeichen des Löwen"). Um die gesamte Scherz-Krimireihe mit 1983 Bänden nebeneinander aufzustellen, ist ein Bücherregal mit einer Gesamtlänge von 33,6 Meter erforderlich.

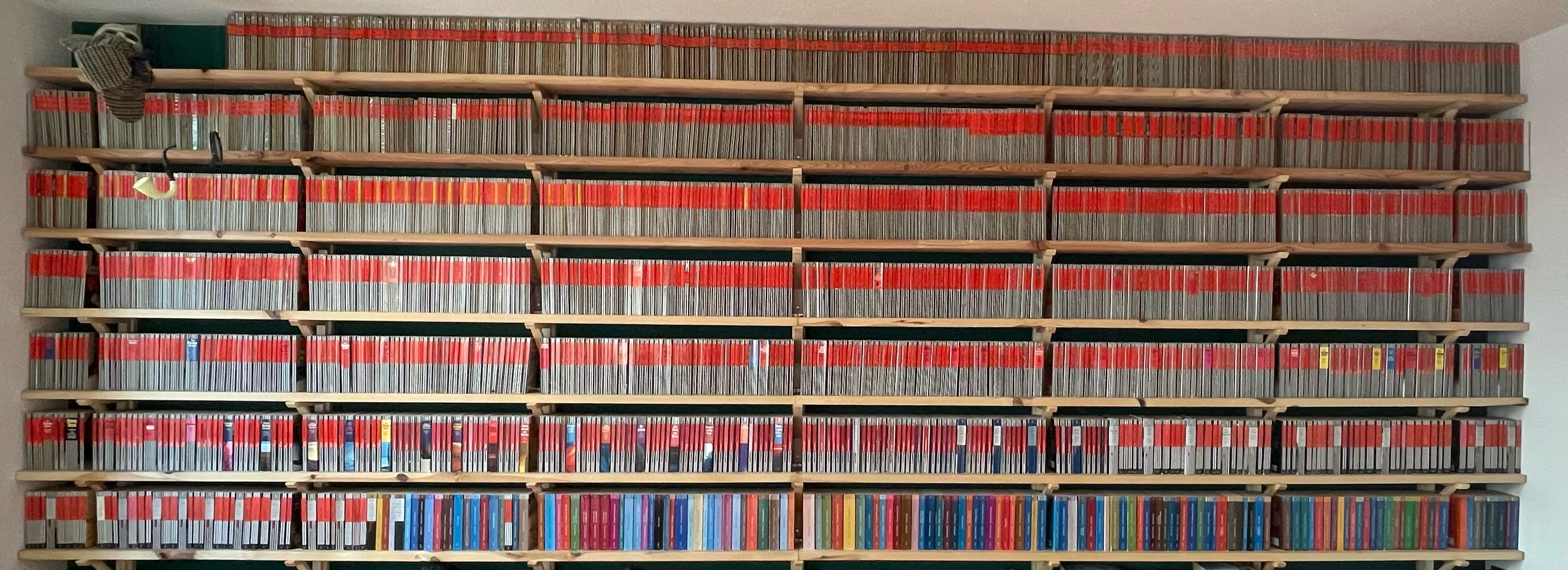
Scherzkrimisammlung mit sämtlichen erschienenen 1983 Bänden

## Erkennungszeichen
Zu den Erkennungszeichen des Scherz Verlages der gestreiften Krimireihe zählte von 1979 (Band 713) bis 1996 (Band 1543) auf dem Vorsatzblatt ein Logo, das eine Mauser 1934 in einer Umrandung mit dem Schriftzug „Scherz Krimi – Spannung mit Niveau“ zierte.